# Esther Freudová
Esther Freudová (* 2. května 1963, Londýn) je britská spisovatelka. Je dcerou malíře Luciana Freuda a pravnučkou zakladatele psychoanalýzy Sigmunda Freuda. Jejím nejúspěšnějším dílem je její autobiografická prvotina Hideous Kinky, která byla roku 1998 i zfilmována, hlavní hrdinku ztvárnila Kate Winsletová. V knize Freudová využila zážitky z dětství, neboť se svou matkou hodně cestovala, mimo jiné po arabském světě - děj knihy se odehrává v marockém Marakéši. Esther Freudová se původně chtěla stát herečkou, za tím účelem se v šestnácti letech vrátila do Londýna. Hrála například mimozemšťanku v populárním britském sci-fi seriálu Doctor Who, ale nakonec se rozhodla pro psaní. Její knihy byly přeloženy do třinácti jazyků.